# Pablo V. González
Gral. Pablo V. González fue un militar mexicano que participó en la Revolución mexicana. Nació en Nuevo León. Fue general de brigada de las fuerzas de Francisco Murguía. Fue Jefe de operaciones militares de la Huasteca veracruzana. Se rebeló en 1920. Murió fusilado el mismo año. 